# Lesse (Moselle)
Lesse település Franciaországban, Moselle megyében. Lakosainak száma 204 fő (2022. január 1.). Lesse Arraincourt, Brulange, Chenois, Chicourt, Holacourt, Lucy, Marthille, Vatimont és Villers-sur-Nied községekkel határos.

## Népesség
A település népességének változása:
| Lakosok száma | 245  | 201  | 176  | 217  | 201  | 208  | 206  | 204  | 204  | 204  |
|               | 1968 | 1982 | 1990 | 2006 | 2013 | 2015 | 2017 | 2019 | 2020 | 2022 |